# Abelia (roślina)
Abelia (Abelia) – rodzaj roślin z rodziny przewiertniowatych (Caprifoliaceae). Obejmuje w zależności od ujęcia systematycznego od 3 do 30 gatunków. Występują one we wschodniej Azji oraz w Meksyku. Niektóre gatunki i mieszańce (np. abelia wielkokwiatowa A. ×grandiflora) uprawiane są jako krzewy ozdobne. Walorem są liczne, efektowne kwiaty o długich rurkach korony oraz ładny pokrój.

## Morfologia

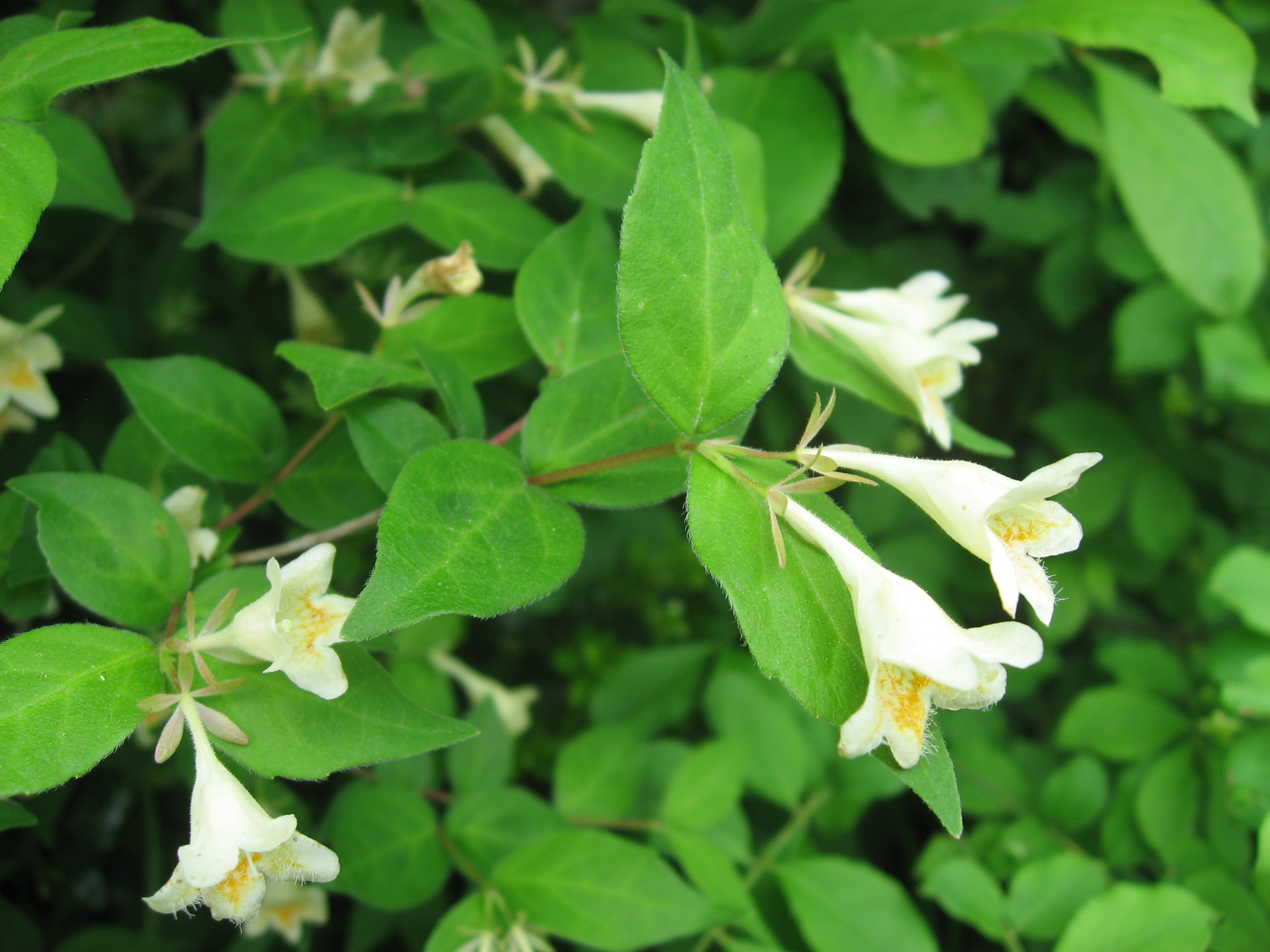
Abelia spathulata

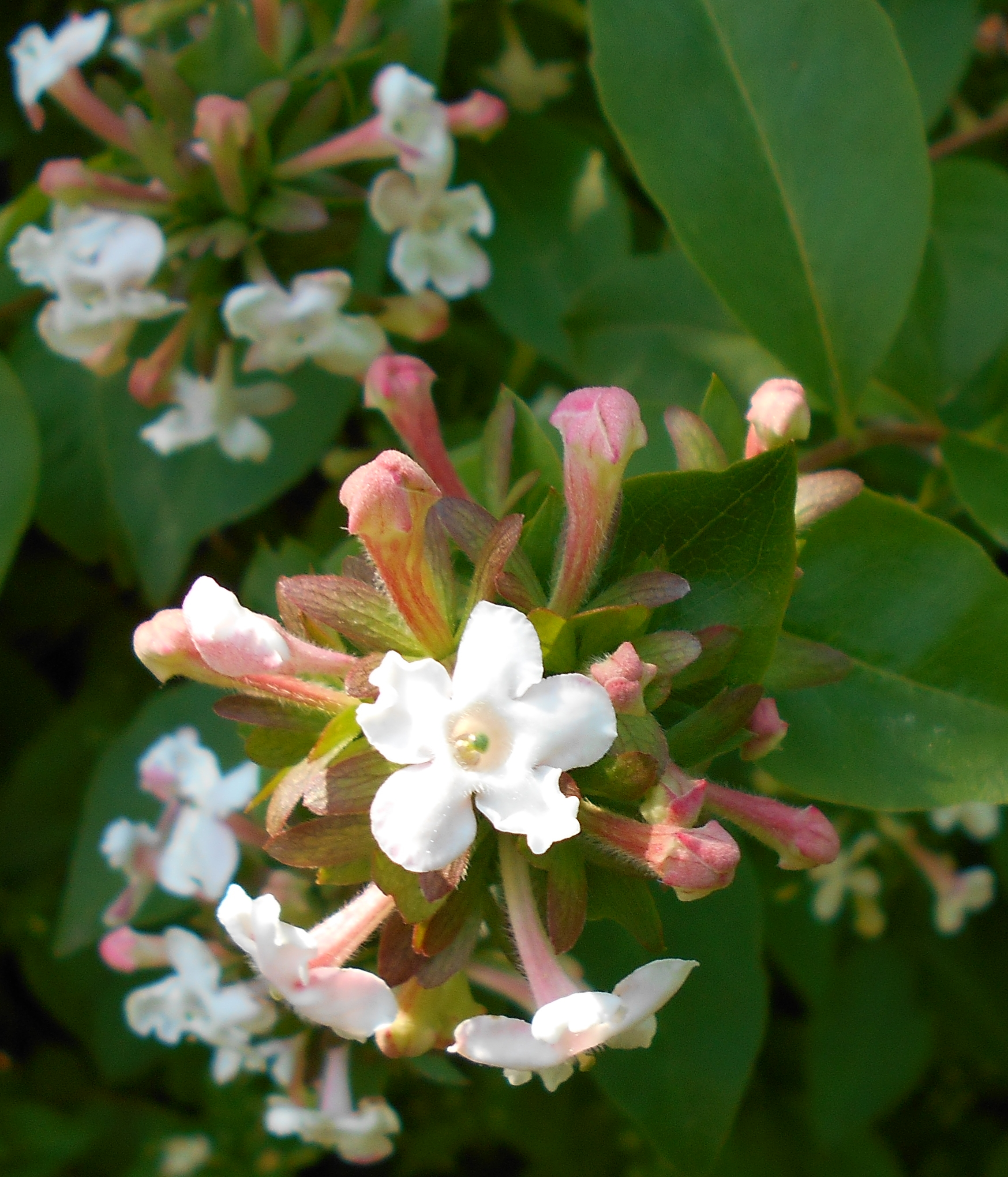
Abelia mosanensis

PokrójKrzewy o łukowato wygiętych pędach, osiągające do 1,8 m wysokości.
LiścieZimozielone lub opadające zimą, naprzeciwległe, rzadziej w okółkach po 3–4. Krótkoogonkowe, bez przylistków. Blaszka całobrzega, do ząbkowanej i karbowano-piłkowanej.
KwiatyRozwijają się w kątach liści obficie i obecne są przez długi czas w ciągu lata. Powstają pojedynczo, w parach lub wiechach. Przysadki drobne, w liczbie 4 lub 6. Działek kielicha jest od 2 do 5, są rozpostarte i trwałe, kształtu wąskolancetowatego do eliptycznego. Korona dzwonkowata, rurkowata z 5 łatkami na końcu lub dwuwargowa, barwy białej, żółtej, różowej do czerwonej. Pręciki dwusilne (dwa są dłuższe od reszty), przywierają do rurki korony. Zalążnia wąskopodługowata, trójkomorowa, z czego tylko jedna komora z pojedynczym płodnym zalążkiem. Szyjka słupka nitkowata, zwieńczona główkowatym, białym i brodawkowatym znamieniem.
OwoceSkórzaste niełupki tkwiące w trwałym kielichu.

## Systematyka
Wykaz gatunków
- Abelia angustifolia Bureau & Franch.
- Abelia anhwensis Nakai
- Abelia aschersoniana (Graebn.) Rehder
- Abelia biflora Turcz.
- Abelia brachystemon (Diels) Rehder
- Abelia buddleioides W.W.Sm.
- Abelia cavaleriei H.Lév.
- Abelia chinensis R.Br. – abelia chińska[4]
- Abelia chowii G.Hoo
- Abelia corymbosa Regel & Schmalh.
- Abelia dielsii (Graebn.) Rehder
- Abelia engleriana (Graebn.) Rehder
- Abelia forrestii (Diels) W.W. Sm.
- Abelia gracilenta W.W.Sm.
- Abelia grandifolia Villarreal
- Abelia hersii Nakai
- Abelia integrifolia Koidz.
- Abelia ionandra Hayata
- Abelia lipoensis M.T.An & G.Q.Gou
- Abelia macrotera (Graebn. & Bruchw.) Rehder
- Abelia mexicana Villarreal
- Abelia mosanensis I.C.Chung ex Nakai – abelia mosaneńska[4], abelia mosańska[9]
- Abelia occidentalis Villarreal
- Abelia onkocarpa (Graebn.) Rehder
- Abelia parvifolia Hemsl.
- Abelia triflora R.Br. ex Wall.
- Abelia tyaihyoni Nakai
- Abelia umbellata (Graebn.) Rehder
- Abelia uniflora R.Br. ex Wall. – abelia jednokwiatowa